# Берёзовка (Бильмакский район)
Берёзовка (укр. Березівка) — село,
Новоукраинский сельский совет,
Бильмакский район,
Запорожская область,
Украина.
Код КОАТУУ — 2322785402. Население по переписи 2001 года составляло 43 человека.

## Географическое положение
Село Березовка находится на расстоянии в 0,5 км от села Терновое (Пологовский район) и в 3,5 км от села Гоголевка.

## История
- 1803 год — дата основания как село Вильно.
- В 1965 году переименовано в село Березовка.